# Anthaxia gabonica
Anthaxia gabonica es una especie de escarabajo del género Anthaxia, familia Buprestidae. Fue descrita científicamente por Bílý en 2000.